# Fiona Jackson
Fiona Jackson (nacida el 29 de julio) es una cineasta afincada en Nueva Zelanda.
Nacida en Bath, Inglaterra, Jackson se trasladó a California en 1993, donde comenzó su carrera en la industria del cine como intérprete y doble para cine, televisión y para el director de Broadway, Tom Moore.
Se graduó con una licenciatura con especialización en el mundo de la pantalla y los medios de comunicación, además de con una licenciatura secundaria en filosofía en la Universidad de Waikato y posteriormente en maestría de artes visuales. Como parte de su maestría dirigió An Evening con Richard O'Brien.
En la actualidad trabaja como escritora y productora y está trabajando en la posproducción de la película Penny Black, coescrita con el director Joe Hitchcock.
Fiona tiene dos hijas.